# Larentia berberina
Larentia berberina är en fjärilsart som beskrevs av Claude Herbulot 1981. Larentia berberina ingår i släktet Larentia och familjen mätare. Inga underarter finns listade i Catalogue of Life.